# 胡鎮
胡鎮（1464年—？），字斯靖，江西瑞州府高安縣人，民籍，明朝政治人物。

## 生平
弘治五年（1492年）壬子科江西鄉試第七十一名舉人。弘治十五年（1502年）中式壬戌科會試第七十二名，三甲第一百三十六名進士。授行人司行人，正德元年（1506年）二月升南京工科給事中，丁憂服闋，十年十一月復除户科給事中，轉禮科右，十二年二月升浙江布政司左参议。

## 家族
曾祖胡克忠；祖父胡源會；父胡瑞，母陳氏。重庆下。兄胡欽。